# Радевац (Алексинац)
Радевац је насеље у Србији у општини Алексинац у Нишавском округу. Према попису из 2022. било је 351 становника (према попису из 1991. било је 637 становника).

## Демографија
У насељу Радевац живи 403 пунолетна становника, а просечна старост становништва износи 45,1 година (43,9 код мушкараца и 46,3 код жена). У насељу има 132 домаћинства, а просечан број чланова по домаћинству је 3,73.
Ово насеље је у потпуности насељено Србима (према попису из 2002. године), а у последња три пописа, примећен је пад у броју становника.
|  |

| Демографија | Демографија | Демографија |
| Година      | Становника  | Становника  |
| ----------- | ----------- | ----------- |
| 1948.       | 793         |             |
| 1953.       | 788         |             |
| 1961.       | 777         |             |
| 1971.       | 785         |             |
| 1981.       | 724         |             |
| 1991.       | 637         | 585         |
| 2002.       | 493         | 535         |

| Етнички састав према попису из 2002.‍ | Етнички састав према попису из 2002.‍ | Етнички састав према попису из 2002.‍ | Етнички састав према попису из 2002.‍ | Етнички састав према попису из 2002.‍ |
| ------------------------------------ | ------------------------------------ | ------------------------------------ | ------------------------------------ | ------------------------------------ |
|                                      |                                      |                                      |                                      |                                      |
| Срби                                 | Срби                                 |                                      | 493                                  | 100,0%                               |
| непознато                            | непознато                            |                                      | 0                                    | 0,0%                                 |

| Година пописа     | 1948. | 1953. | 1961. | 1971. | 1981. | 1991. | 2002. |
| ----------------- | ----- | ----- | ----- | ----- | ----- | ----- | ----- |
| Број домаћинстава | 163   | 164   | 166   | 168   | 159   | 149   | 132   |

| Број чланова      | 1  | 2  | 3  | 4  | 5  | 6  | 7  | 8 | 9 | 10 и више | Просек |
| ----------------- | -- | -- | -- | -- | -- | -- | -- | - | - | --------- | ------ |
| Број домаћинстава | 22 | 29 | 17 | 13 | 18 | 17 | 10 | 6 | 0 | 0         | 3,73   |

| Пол    | Укупно | Неожењен/Неудата | Ожењен/Удата | Удовац/Удовица | Разведен/Разведена | Непознато |
| ------ | ------ | ---------------- | ------------ | -------------- | ------------------ | --------- |
| Мушки  | 207    | 42               | 144          | 20             | 1                  | 0         |
| Женски | 223    | 22               | 148          | 51             | 2                  | 0         |
| УКУПНО | 430    | 64               | 292          | 71             | 3                  | 0         |

| Пол    | Укупно                    | Пољопривреда, лов и шумарство | Рибарство                            | Вађење руде и камена | Прерађивачка индустрија       |
| ------ | ------------------------- | ----------------------------- | ------------------------------------ | -------------------- | ----------------------------- |
| Мушки  | 139                       | 113                           | 0                                    | 0                    | 5                             |
| Женски | 92                        | 86                            | 0                                    | 0                    | 0                             |
| УКУПНО | 231                       | 199                           | 0                                    | 0                    | 5                             |
| Пол    | Производња и снабдевање   | Грађевинарство                | Трговина                             | Хотели и ресторани   | Саобраћај, складиштење и везе |
| Мушки  | 0                         | 2                             | 12                                   | 0                    | 2                             |
| Женски | 0                         | 0                             | 6                                    | 0                    | 0                             |
| УКУПНО | 0                         | 2                             | 18                                   | 0                    | 2                             |
| Пол    | Финансијско посредовање   | Некретнине                    | Државна управа и одбрана             | Образовање           | Здравствени и социјални рад   |
| Мушки  | 0                         | 0                             | 1                                    | 1                    | 2                             |
| Женски | 0                         | 0                             | 0                                    | 0                    | 0                             |
| УКУПНО | 0                         | 0                             | 1                                    | 1                    | 2                             |
| Пол    | Остале услужне активности | Приватна домаћинства          | Екстериторијалне организације и тела | Непознато            | Непознато                     |
| Мушки  | 1                         | 0                             | 0                                    | 0                    | 0                             |
| Женски | 0                         | 0                             | 0                                    | 0                    | 0                             |
| УКУПНО | 1                         | 0                             | 0                                    | 0                    | 0                             |